# José Antonio Romero Feris
José Antonio Romero Feris (Corrientes, 25 de febrero de 1941), conocido como «Pocho» Romero Feris, es un abogado, político y presentador argentino. Diputado Provincial en 1965 y presidente de la Cámara de Diputados de la Provincia de Corrientes. Ejerció el mandato de gobernador de Corrientes entre 1983 y 1987. Seguidamente fue senador Nacional, hasta 2001, y en 2019 fue precandidato a la presidencia de la Nación. Actualmente se desempeña como parlamentario del Mercosur por Argentina y presidente del Partido Autonomista.

## Biografía
Pocho es hijo de Juan Romero y Adela Feris, ambos de origen sirio-libanés. Su padre fue un empresario ganadero de San Luis del Palmar y fundó el diario El Litoral —el más antiguo en circulación en la provincia de Corrientes— el 3 de mayo de 1960.
Se recibió de abogado en la Universidad Nacional del Nordeste. A la muerte de su padre, asumió la presidencia de la Editora Juan Romero y del diario El Litoral.

## Actividad política
En elecciones internas del Partido Autonomista de Corrientes, ganó la Presidencia de la Juventud del partido con 18 años de edad, y más tarde fue miembro de la Junta de Gobierno del mismo. En agosto de 1963 fue elector de gobernador y en 1965 fue elegido diputado provincial a los 24 años, y al año siguiente presidió la Cámara de Diputados de Corrientes.Fue embajador en Costa Rica a los 35 años.
Al finalizar la última dictadura militar, tanto el Partido Liberal de Corrientes (PLCo) y el Partido Autonomista de Corrientes (PACo) decidieron relanzar el Pacto Autonomista Liberal (PAL), que había permitido a ambos partidos afrontar la competencia de la Unión Cívica Radical y del Partido Justicialista en la década de 1960. Para eso se dividieron los cargos de las listas que competirían en las elecciones, asignando el cargo de gobernador al autonomismo y el de vicegobernador al liberalismo, para que en las siguientes elecciones los papeles se invirtieran; también se dividieron los cargos de diputados y senadores nacionales. El PAL llevó como candidato a gobernador a Pocho. Pocho ganó las elecciones con el 47% de los votos, casi duplicando al candidato peronista, su tío Julio Romero.

### Gobernador
Asumió el cargo el 11 de diciembre de 1983; Durante su gestión fue también presidente de: el Consejo Federal de Inversiones, del PACo —cargo que conservó durante más de dos décadas— y de la Fuerza Federalista Popular. Las provincias de Corrientes, del Neuquén y de San Juan eran los únicos tres distritos donde no gobernaba ni el peronismo ni el radicalismo; de modo que su relación con el gobierno nacional del presidente Raúl Alfonsín estuvo signada por los altibajos de las necesidades mutuas de enfrentar al peronismo, segunda minoría tanto en el Congreso Nacional como en la Legislatura Provincial.

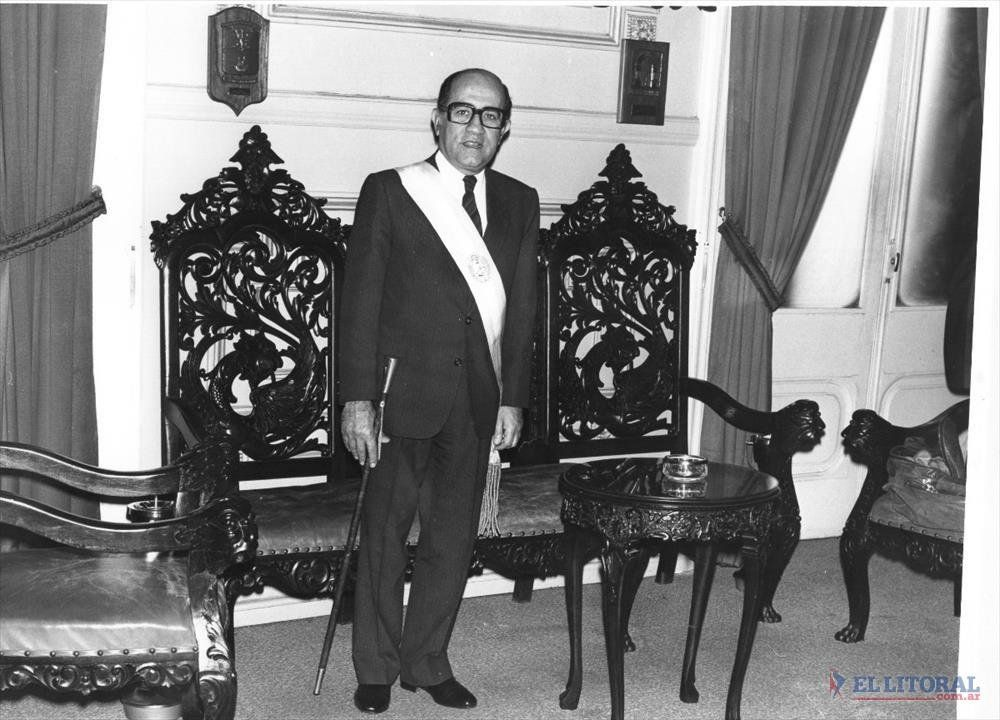
Feris al momento de su asunción como gobernador de Corrientes.

 Durante su gestión llevó adelante la construcción del Instituto de Cardiología de Corrientes y el Hospital Zonal de Goya; en la construcción de 20 000 viviendas; en la seguridad social, tratando de sostener un régimen jubilatorio con el 82% móvil para jubilados y 75% móvil a pensionados; y la promoción de la cultura, con la construcción del Anfiteatro Cocomarola.Durante su gobierno fue acusado de clientelosml político, su figura fue fuerte en los barrios más pobres de la ciudad señalándose la existencia de un aparato poderoso que mueve autos, camionetas y helicópteros. En 2005 fue condenado a siete años de prisión e inhabilitación perpetua a ejercer cargos públicos.
El estadio de fútbol más importante de Corrientes, fue inaugurado bajo su gobierno y pertenece al Club Atlético Huracán Corrientes, del cual Romero Feris además de simpatizante fue presidente. Por un pedido de firmas realizado por simpatizantes en el año 1995 se impuso su nombre a dicho recinto deportivo, bautizándolo Estadio José Antonio Romero Feris.

### Legislador nacional
Al finalizar su mandato como gobernador fue elegido diputado nacional, cargo al que renunció por haber sido electo  senador nacional y ejerció hasta 2001. Fue Vicepresidente Segundo del Senado durante varios períodos. Presidió la Comisión de Libertad de Expresión e integró más de 20 Comisiones de Trabajo, entre las que se destacan la de Acuerdo, Presupuesto, Educación, Comunicaciones y Relaciones Exteriores.
Fue Convencional Constituyente en la Reforma de la Constitución de 1994. A la cual se opuso, actuando como presidente del bloque Autonomista Liberal. Presentó una medida cautelar, a la que dio lugar el Juez en lo Contencioso Administrativo, Oscar Garzón Funes. Siendo esta medida revocada por la Corte, con el 5 a 4 de los votos.
Corrientes fue la única provincia que tuvo mayoría de Convencionales Constituyentes que se opusieron a la Reforma de la Constitución. Fue miembro del Consejo de la Magistratura y Presidente de la Comisión de Disciplina de dicho organismo. En 2007 fue elegido candidato a Presidente por la Fuerza de Integración Federalista.
En julio de 2013, el PACo concertó una alianza con el Frente para la Victoria de la presidenta Cristina Fernández de Kirchner, por lo que Pocho renunció al cargo de presidente del PACo.

### Elecciones presidenciales 2019
A fines de 2018, Pocho Romero Feris junto a varios referentes que le siguieron lograron que el Partido Autonomista obtenga la personería jurídica de orden nacional, al cumplir con los cinco distritos necesarios para su conformación.
El PA propuso como único candidato a las Elecciones presidenciales de Argentina de 2019 a "Pocho" José Antonio Romero Feris acompañado por el abogado Guillermo Sueldo como candidato a vicepresidente, logrando un total de 32 562 de los votos —el 0,13%— en las elecciones primarias y quedando, por lo tanto, excluido de las elecciones generales ya que no consiguió el mínimo requerido de 1,5% de los votos.

### Elecciones al Parlamento del Mercosur 2023
En las elecciones generales de 2023 el PA formó parte de Hacemos por Nuestro País, una alianza con el peronismo federal, el socialismo y la democracia cristiana, que llevó como candidato a presidente al gobernador cordobés Juan Schiaretti y a Florencio Randazzo como vicepresidente. En este contexto fue electo parlamentario del Mercosur por esta alianza en las elecciones al Parlasur, realizadas de manera simultánea con las presidenciales y legislativas.

## Historial electoral
|  | 41,54 % |

|  | 29.18 % |

|  | 44,38 % |

|  | 41,40 % |

|  | 6.35 % |

|  | 5,93 % |

|  | 0,16 % |

|  | 0,13 % |

|  | 6,67 % |